# Charles Seymour, VI duca di Somerset
Charles Seymour, VI duca di Somerset (Wiltshire, 13 agosto 1662 – Petworth, 2 dicembre 1748), è stato un nobile inglese.
Noto con il soprannome di "Il prode duca", fece ricostruire Petworth House nel Sussex, antica sede della famiglia Percy ereditata da sua moglie, residenza ancora oggi esistente. Uomo particolarmente attraente per la sua epoca, prese parte a gran parte del cerimoniale di corte; la sua vanità divenne leggendaria e fu soggetto di diversi aneddoti da parte di molti dei suoi contemporanei. Thomas Babington Macaulay lo descrisse come "un uomo la cui nobiltà di nascita e rango rasentavano il malessere".

## Biografia

### I primi anni
Charles era figlio secondogenito di Charles Seymour, II barone Seymour di Trowbridge e di sua moglie, Elizabeth Alington (1635-1692). Suo padre era figlio di Edward Seymour, I duca di Somerset (giustiziato nel 1552), fratello della regina Jane Seymour e quindi zio del re Edoardo VI.
Charles studiò ad Harrow e al Trinity College di Cambridge, dove ebbe l'occasione di farsi ritrarre da Nathaniel Dance-Holland.

### Duca di Somerset

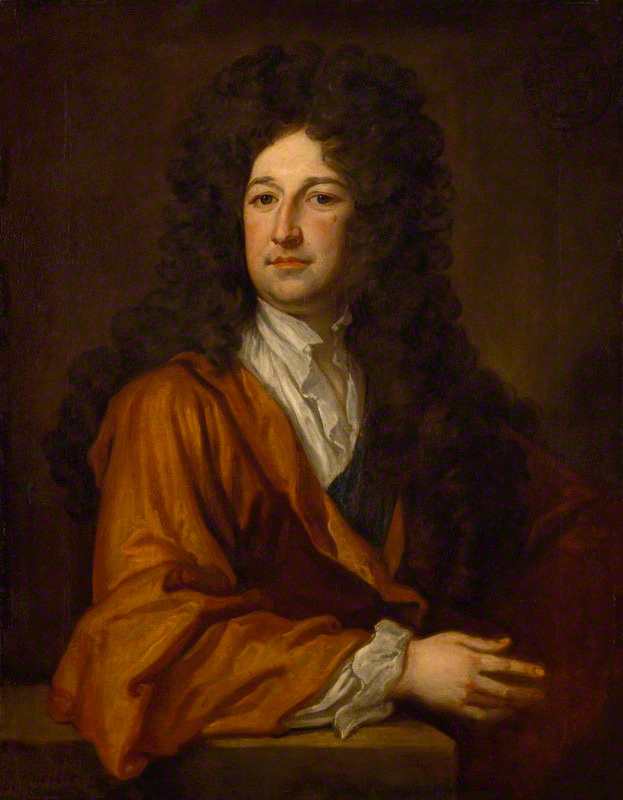
Charles Seymour in un ritratto di Godfrey Kneller, National Portrait Gallery, Londra

Nel 1675 il fratello maggiore di Charles, Francis Seymour, V duca di Somerset, all'età di sedici anni, ereditò il ducato di Somerset dal primo cugino di suo padre che era morto senza eredi. Il V duca però non ereditò i beni dei Seymour, tra cui spiccava la sede di famiglia di Wulfhall e altre residenze nel Wiltshire, oltre alle molte terre della Baronia feudale di Hatch Beauchamp nel Somerset, che vennero divise tra i nipoti del IV duca, tra cui vi era Elizabeth Seymour, moglie di Thomas Bruce, II conte di Ailesbury (1656-1741). Nel 1660, a seguito della Restaurazione della monarchia, il padre del IV duca, che fu comandante per i Realisti durante la guerra civile, venne restaurato pienamente nei propri titoli al titolo che già suo nonno Edward Seymour, I duca di Somerset (giustiziato nel 1552) aveva ottenuto a suo tempo.
Tre anni più tardi, nel 1678, il fratello di Charles, il V duca, venne ucciso a Lerici durante un duello dal gentiluomo genovese Horatio Botti, la cui moglie era stata insultata, all'età di venti anni, senza essersi mai sposato e senza eredi. Pertanto il sedicenne Charles Seymour divenne VI duca e IV Barone Seymour di Trowbridge.

### L'eredità dei Percy

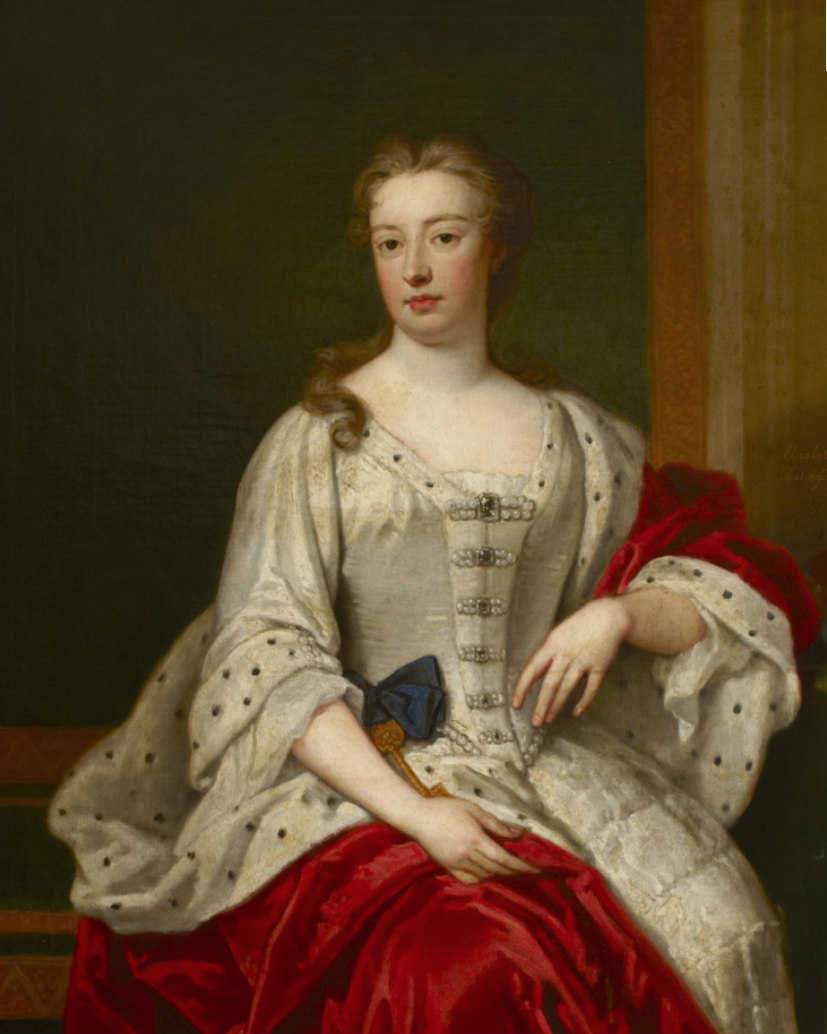
Elizabeth Percy, prima moglie di Charles Seymour, VI duca di Somerset

Nel 1682, all'età di venti anni, sposò una ricca erede, la quindicenne lady Elizabeth Percy (1667-1722), figlia e unica erede di Joceline Percy, XI conte di Northumberland (1644-1670), che portò alla famiglia dei Seymour enormi ricchezze. Tra esse vi erano il castello di Alnwick, nel Northumberland; Petworth House, nel Sussex; il castello di Leconfield, nello Yorkshire; il castello di Cockermouth, nel Cumberland; il castello di Egremont, nel Cumberland; Syon House, nel Middlesex e Northumberland House a Londra. Ovviamente una tale eredità fu soggetta ad appositi accordi prematrimoniali, sottoscritti da rappresentanti di ambo le parti in quanto i due sposi erano ancora minorenni e pertanto incapaci di costituire persona giuridica autonoma. Il contratto recitava:
"... per preservare la nobile famiglia e il nome dei Percy, il predetto duca e tutti i suoi eredi legittimi avranno anche il cognome di Percy".
A ogni modo la duchessa, raggiunta la maggiore età a ventuno anni, il 30 gennaio 1687 siglò di suo pugno una dispensa a questo accordo. L'intenzione contenuta nel contratto di matrimonio venne a ogni modo onorata nel 1749 dalla nipote lady Elizabeth Seymour e da suo marito Sir Hugh Smithson, IV baronetto (che tramite uno special remainder ottenne nel 1749 il titolo di conte di Northumberland dal suocero) quando nel 1749 ottennero un Act of Parliament dal titolo:
"U‌‌‌‌n Atto per permettere a ‌‌‌‌Hugh‌‌, conte di Northumberland‌‌‌‌, ed ‌‌‌Elizabeth‌‌‌, contessa di ‌‌Northumberland‌‌ ‌e baronessa Percy, sua moglie, e ai loro figli, progenie e eredi, di usare il cognome Percy, e inquartare le proprie armi con quelle dei Percy conti di Northumberland".
La ragione del cambiamento del cognome venne indicata nel preambolo dell'Atto stesso:
"E dal momento che Algernon, ultimo duca di Somerset, espresse in vita il fermo desiderio che il nome di Percy fosse usato come cognome della famiglia per i conti di Northumberland ... Sir Hugh Smithson ora conte di Northumberland e Lady Elizabeth sua moglie, contessa di Northumberland e baronessa Percy, con grande rispetto e in adempimento dei desideri del predetto ultimo duca, per preservare la nobile e antica famiglia Percy e il suo stemma inquartato in quello dei conti di Northumberland... conferma ... queste cose ... per autorità del Parlamento".

### La ricostruzione di Petworth House

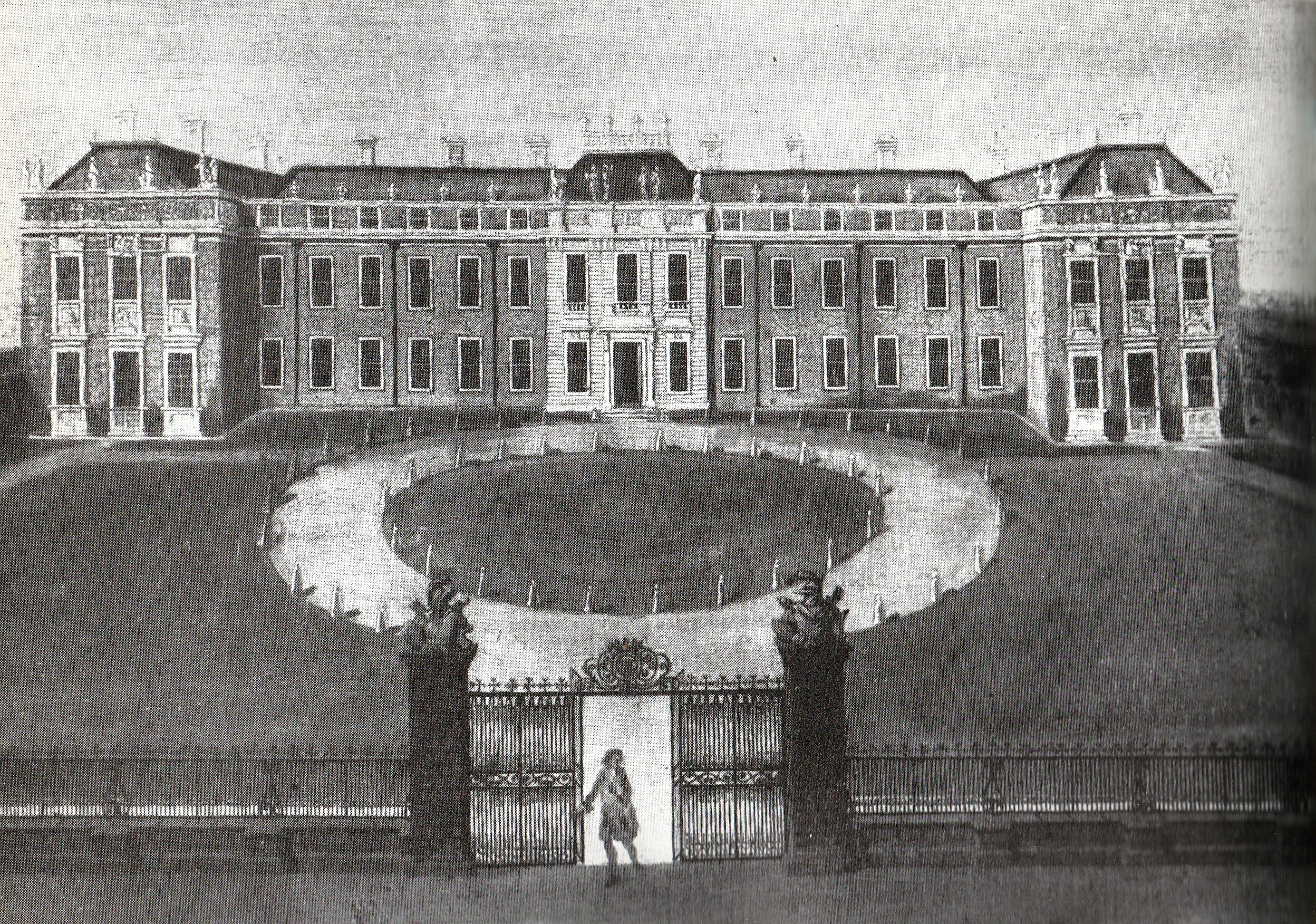
Petworth House nel Sussex, fronte occidentale, dipinto del 1700 c., dopo la ricostruzione del VI duca di Somerset. Collezione del Duca di Rutland al Castello di Belvoir

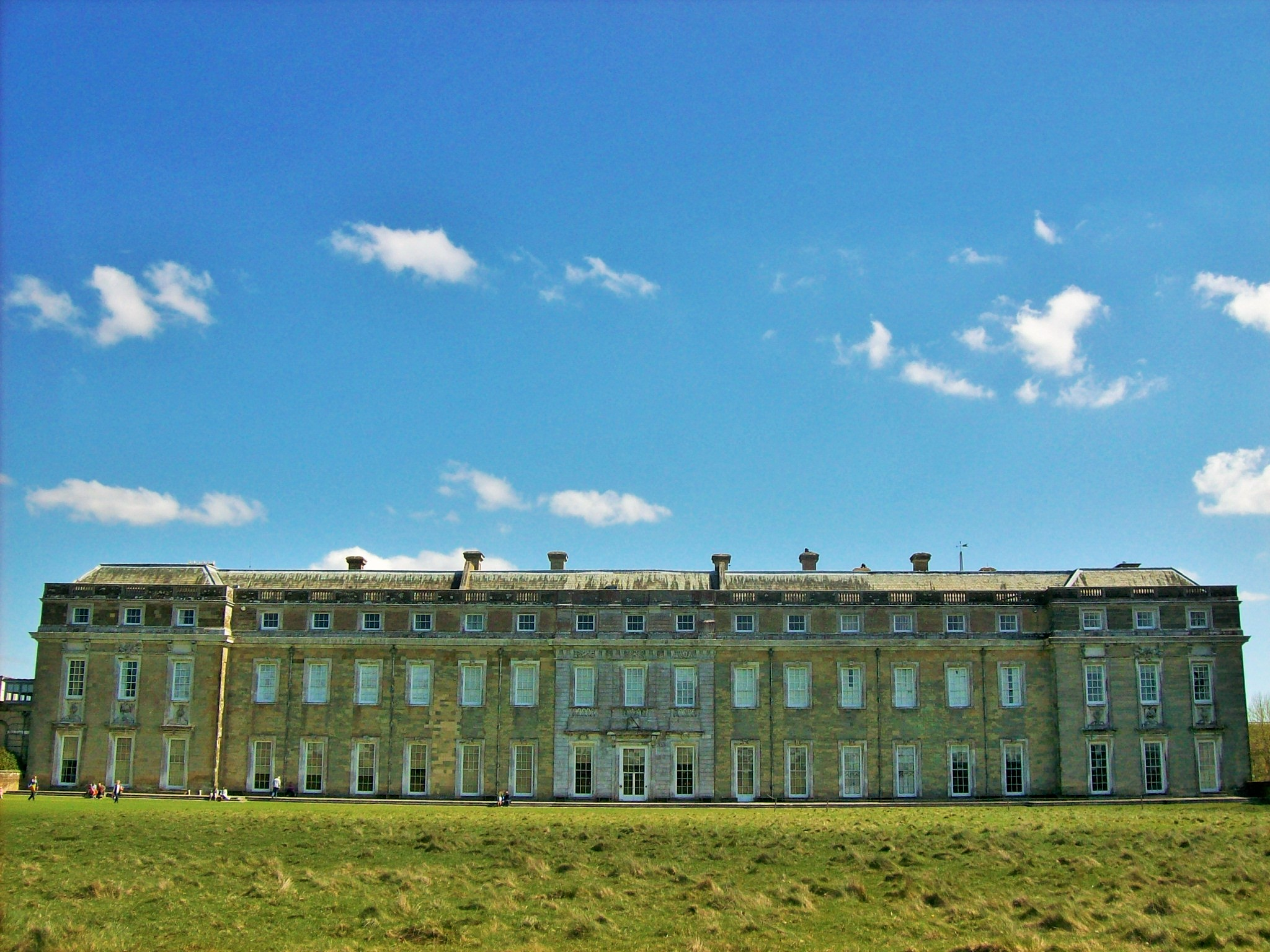
Petworth House, fronte occidentale, nel 2015

Tra il 1688 ed il 1696 il duca ricostruì Petworth House per farne un vero e proprio palazzo residenziale. Un dipinto realizzato nel 1700 circa della sua nuova casa venne identificato dallo storico dell'arte Sir Anthony Blunt nella collezione del Duca di Rutland al Castello di Belvoir. Il dipinto mostra una grandiosa villa di stile francese, con un sopralzo centrale oggi perduto. Un'immagine simile venne inclusa negli affreschi di Louis Laguerre per il Grande Scalone di Petworth. Horace Walpole definì l'abitazione come realizzata "nello stile delle Tuileries". Il parapetto presso il tetto era sormontato da vasi decorativi oltre a statue allegoriche. Attualmente la linea del tetto è piatta e ribassata rispetto all'originale, dando così alla struttura un aspetto meno appariscente, probabilmente a causa di un incendio che colpì l'edificio nel 1714 e ai successivi lavori di restauro del complesso. Uno degli elementi dell'antica abitazione dei Percy che non venne toccata dall'ingrandimento operato dal VI duca fu la cappella medievale del complesso che ancora oggi mostra al suo interno lo stemma dei Percy, conti di Northumberland.

### La carriera
Nel 1683 il duca di Somerset ricevette il suo primo incarico dal re Carlo II e due anni più tardi ottenne il rango militare di colonnello di un reggimento di dragoni. Durante la Gloriosa rivoluzione del 1689 egli supportò il principe d'Orange, che divenne in seguito re d'Inghilterra con il nome di Guglielmo III. Divenuto particolarmente amico della principessa Anna nel 1692, divenne suo favorito e dopo la sua ascesa al trono come regina indipendente (1702-1714) venne da lei nominato nel 1702 al ruolo di maestro di stalla, incarico che mantenne sino al 1712. Rifiutato da John Churchill, I duca di Marlborough, che di lui non si fidava, il duca di Somerset si legò ai Tory e riuscì nel contempo a mantenere una certa confidenza con la regina, mentre sua moglie rimpiazzò la duchessa di Marlborough al ruolo di Mistress of the Robes nel 1711. La duchessa di Somerset divenne inoltre una delle confidenti più fidate della regina, il che portò lo scrittore Jonathan Swift a dirigere contro di lei la violenta satira dal titolo The Windsor Prophecy, nella quale la accusò di avere assassinato il suo precedente marito Thomas Thynne (morto nel 1682) di Longleat. La duchessa, malgrado tutto, mantenne la propria influenza sulla regina anche dopo che essa, a seguito di una forte discussione, privò il duca del titolo di maestro di stalla nel 1712.
Nel memorabile periodo di crisi che si aprì quando Anna si trovava in punto di morte il duca di Somerset, John Campbell, II duca di Argyll, Charles Talbot, I duca di Shrewsbury e altri politici di parte Whig insistettero perché ella assicurasse la successione della corona alla casata degli Hannover. Come riconoscimento poté mantenere il proprio incarico di maestro di stalla dal primo anno di regno del re Giorgio I (1714-1727) fino al 1715, quando decise di ritirarsi a vita privata.
Nel 1739 il duca intraprese la fondazione del Foundling Hospital di Londra, il primo orfanotrofio della nazione, dopo che la sua seconda moglie, Charlotte Finch (1711-1773), fu tra le prime firmatarie di una petizione al re Giorgio II per questa causa.
Il duca morì a Petworth il 2 dicembre 1748.

## Matrimoni

### Primo matrimonio
Nel 1682 sposò l'ereditiera Elizabeth Percy, figlia di Joceline Percy, XI conte di Northumberland, che gli portò immensi possedimenti, tra cui il castello di Alnwick, Petworth House, Syon House e Northumberland House a Londra. Ebbero quattro figli:
- Algernon Seymour, VII duca di Somerset (11 novembre 1684 - 7 febbraio 1749);
- Lady Elizabeth Seymour (1685 - 2 aprile 1734);
- Lady Catherine Seymour (1693 - 9 aprile 1731);
- Lady Anne Seymour (1709 - 27 novembre 1722).

### Secondo matrimonio
Il 4 febbraio 1725 sposò Lady Charlotte Finch (1711-1773), figlia di Daniel Finch, VII conte di Winchilsea. Ebbero due figlie:
- Lady Frances Seymour (18 luglio 1728 - 25 gennaio 1761), sposò John Manners, marchese di Granby;
- Lady Charlotte Seymour (21 settembre 1730 - 15 febbraio 1805), sposò Heneage Finch, III conte di Aylesford ed ebbero figli.

## Ascendenza
|                                                  |                |                                 | Genitori                         |  |  | Nonni |  |  | Bisnonni                            |  |  | Trisnonni                          |  |
|                                                  |                |                                 |                                  |  |  |       |  |  | Edward Seymour, I conte di Hertford |  |  | Edward Seymour, I duca di Somerset |  |
|                                                  |                |                                 |                                  |  |  |       |  |  | Edward Seymour, I conte di Hertford |  |  | Edward Seymour, I duca di Somerset |  |
|                                                  |                | Anne Stanhope                   |                                  |  |  |       |  |  | Edward Seymour, I conte di Hertford |  |  |                                    |  |
| Edward Seymour, visconte Beauchamp               |                |                                 |                                  |  |  |       |  |  | Edward Seymour, I conte di Hertford |  |  |                                    |  |
|                                                  |                | Catherine Grey                  | Henry Grey, I duca di Suffolk    |  |  |       |  |  |                                     |  |  |                                    |  |
|                                                  |                | Catherine Grey                  | Henry Grey, I duca di Suffolk    |  |  |       |  |  |                                     |  |  |                                    |  |
|                                                  |                | Catherine Grey                  | Frances Brandon                  |  |  |       |  |  |                                     |  |  |                                    |  |
| Charles Seymour, II barone Seymour di Trowbridge |                | Catherine Grey                  |                                  |  |  |       |  |  |                                     |  |  |                                    |  |
|                                                  |                | Richard Rogers                  | John Rogers                      |  |  |       |  |  |                                     |  |  |                                    |  |
|                                                  |                | Richard Rogers                  | John Rogers                      |  |  |       |  |  |                                     |  |  |                                    |  |
|                                                  |                | Richard Rogers                  | Katherine Weston                 |  |  |       |  |  |                                     |  |  |                                    |  |
| Honora Rogers                                    |                | Richard Rogers                  |                                  |  |  |       |  |  |                                     |  |  |                                    |  |
|                                                  |                | Cecilia Luttrell                | Andrew Luttrell                  |  |  |       |  |  |                                     |  |  |                                    |  |
|                                                  |                | Cecilia Luttrell                | Andrew Luttrell                  |  |  |       |  |  |                                     |  |  |                                    |  |
|                                                  |                | Cecilia Luttrell                | Margaret Wyndham                 |  |  |       |  |  |                                     |  |  |                                    |  |
| Charles Seymour, VI duca di Somerset             |                | Cecilia Luttrell                |                                  |  |  |       |  |  |                                     |  |  |                                    |  |
|                                                  | Giles Alington | Giles Alington                  |                                  |  |  |       |  |  |                                     |  |  |                                    |  |
|                                                  | Giles Alington | Giles Alington                  |                                  |  |  |       |  |  |                                     |  |  |                                    |  |
|                                                  | Giles Alington | Margaret Spencer                |                                  |  |  |       |  |  |                                     |  |  |                                    |  |
| William Alington, I barone Alington              | Giles Alington |                                 |                                  |  |  |       |  |  |                                     |  |  |                                    |  |
|                                                  |                | Dorothy Cecil                   | Thomas Cecil, I conte di Exeter  |  |  |       |  |  |                                     |  |  |                                    |  |
|                                                  |                | Dorothy Cecil                   | Thomas Cecil, I conte di Exeter  |  |  |       |  |  |                                     |  |  |                                    |  |
|                                                  |                | Dorothy Cecil                   | Dorothy Neville                  |  |  |       |  |  |                                     |  |  |                                    |  |
| Elizabeth Alington                               |                | Dorothy Cecil                   |                                  |  |  |       |  |  |                                     |  |  |                                    |  |
|                                                  |                | Lionel Tollemache, II baronetto | Lionel Tollemache, I baronetto   |  |  |       |  |  |                                     |  |  |                                    |  |
|                                                  |                | Lionel Tollemache, II baronetto | Lionel Tollemache, I baronetto   |  |  |       |  |  |                                     |  |  |                                    |  |
|                                                  |                | Lionel Tollemache, II baronetto | Katharine Cromwell               |  |  |       |  |  |                                     |  |  |                                    |  |
| Elizabeth Tollemache                             |                | Lionel Tollemache, II baronetto |                                  |  |  |       |  |  |                                     |  |  |                                    |  |
|                                                  |                | Elizabeth Stanhope              | John Stanhope, I barone Stanhope |  |  |       |  |  |                                     |  |  |                                    |  |
|                                                  |                | Elizabeth Stanhope              | John Stanhope, I barone Stanhope |  |  |       |  |  |                                     |  |  |                                    |  |
|                                                  |                | Elizabeth Stanhope              | Margaret MacWilliams             |  |  |       |  |  |                                     |  |  |                                    |  |
|                                                  |                | Elizabeth Stanhope              |                                  |  |  |       |  |  |                                     |  |  |                                    |  |